# 앤트맨과 와스프
《앤트맨과 와스프》(영어: Ant-Man and the Wasp)는 2018년 개봉한 마블 코믹스의 캐릭터인 앤트맨과 와스프를 주인공으로 한 미국의 슈퍼히어로 영화이다. 마블 스튜디오가 개발, 월트 디즈니 스튜디오스 모션 픽처스가 배급하고 페이턴 리드가 감독을 맡은 이 영화는 2015년 영화 《앤트맨》의 후속편이며, 마블 시네마틱 유니버스 사상 20번째로 개봉된 작품이다.
촬영은 2017년 8월부터 11월까지 미국 조지아주 페이엣군에 있는 파인우드 애틀랜타 스튜디오와 서배너, 샌프란시스코, 매트로 애틀랜타, 하와이 등 다양한 지역에서 진행되었다.
2018년 7월 4일 대한민국에서 개봉했다. 이후 7월 6일에는 마블 시네마틱 유니버스: 페이즈 3의 일부로 미국에서 개봉했고, 전 세계적으로 총 6억 2200만 달러 가량의 수익을 올렸다. 이 영화의 후속편인 《앤트맨과 와스프: 퀀텀매니아》는 2023년 2월에 개봉될 예정이다.

## 줄거리
스콧 랭이 소코비아 협정 위반으로 어벤져스와 엮여 가택 연금을 당한 지 2년 후, 행크 핌과 그의 딸 호프 반 다인은 잠시 양자 영역으로 통하는 터널을 여는 데 성공한다. 그들은 핌의 아내 재닛 반 다인이 1987년에 아원자 수준으로 줄어든 후 그곳에 갇혀 있을 수도 있다고 믿는다. 랭은 이전에 양자 영역을 방문했을 때, 자신도 모르게 재닛과 양자 얽힘이 되었고, 이제 재닛으로부터 분명한 메시지를 받는다.
가택 연금 해제까지 며칠 남지 않은 상황에서 랭은 어벤져스와의 행동 때문에 관계가 소원해졌음에도 불구하고 재닛에 대해 핌에게 연락한다. 호프와 핌은 랭을 납치하고, FBI 요원 지미 우의 의심을 사지 않기 위해 랭의 발목 모니터를 단 큰 개미를 미끼로 남겨둔다. 재닛의 메시지가 그녀가 살아있다는 확인이라고 믿는 세 사람은 양자 영역으로 차량을 타고 그녀를 데려올 수 있도록 안정적인 양자 터널을 구축하기 위해 노력한다. 그들은 암거래상 소니 버치에게서 터널에 필요한 부품을 사기로 약속하지만, 버치는 핌의 연구에서 얻을 수 있는 잠재적 이익을 깨닫고 그들을 배신한다. 와스프 복장을 입은 호프는 버치와 그의 부하들을 물리치지만, 양자적으로 불안정한 가면을 쓴 여자의 공격을 받는다. 랭은 "고스트"를 물리치는 데 도움을 주려 하지만, 여자는 핌의 연구실을 가방 크기로 축소시켜 도망간다.
핌은 마지못해 호프와 랭을 소원해진 옛 파트너 빌 포스터에게 데려간다. 포스터는 그들에게 연구실을 찾는 방법을 알려준다. 그들이 연구실을 찾은 후, "고스트"는 세 사람을 붙잡고 자신이 아바 스타임을 밝힌다. 그녀의 아버지 엘리하스는 핌의 또 다른 옛 파트너였다. 엘리하스와 그의 아내는 아바의 불안정한 상태를 유발한 실험 도중 사망했다. 포스터가 들어와 아바가 상태 때문에 죽어가고 있으며 끊임없이 고통받고 있다고 밝힌다. 그들은 재닛의 양자 에너지를 사용하여 그녀를 치료할 계획이다. 이것이 재닛을 죽일 것이라고 믿는 핌은 그들을 돕기를 거부하고 호프, 랭, 연구실과 함께 도망친다.
터널의 안정적인 버전을 열면서 핌, 호프, 랭은 재닛과 연락할 수 있게 되고, 재닛은 그들에게 자신을 찾을 정확한 위치를 알려주지만, 양자 영역의 불안정한 특성으로 인해 한 세기 동안 분리되기까지 두 시간밖에 남지 않았다고 경고한다. 버치는 진실 혈청을 사용하여 랭의 사업 파트너인 루이스, 데이브, 커트로부터 세 사람의 위치를 알아내고 FBI의 연락 담당자에게 알린다. 루이스는 랭에게 경고하고, 랭은 우가 가택 연금을 위반했음을 알아채기 전에 서둘러 집으로 돌아간다. 핌과 호프는 FBI에 체포되고, 아바는 연구실을 가져간다.
랭은 곧 핌과 호프가 구금에서 탈출하도록 돕고, 그들은 연구실을 찾는다. 랭과 호프가 아바의 주의를 끄는 동안 핌은 양자 영역으로 들어가 살아있는 재닛을 데려온다. 한편, 랭과 호프는 버치와 그의 부하들과 맞닥뜨리고, 샌프란시스코 전역에서 긴 추격전 끝에 아바는 연구실을 다시 장악하여 재닛의 에너지를 강제로 빼앗기 시작한다. 루이스, 데이브, 커트는 버치와 그의 부하들을 무력화시켜 랭과 호프가 아바를 막을 수 있도록 돕는다. 핌과 재닛은 양자 영역에서 안전하게 돌아오고, 재닛은 자발적으로 아바에게 자신의 에너지 일부를 주어 일시적으로 그녀를 안정시킨다. 랭은 가택 연금 기간이 끝날 때까지 돌아왔고, 이제 의심스러운 우가 그를 풀어준다. 아바와 포스터는 숨고, 버치와 그의 부하들은 버치의 진실 혈청을 주입받아 체포되어 자백한다.
미드 크레딧 장면에서 핌, 호프, 재닛은 아바를 안정시키기 위한 계획으로 랭을 양자 영역으로 보내 양자 에너지를 채취한다. 랭을 데려오기 전에 나머지 세 사람은 먼지가 되어 사라진다.

## 배역
- 폴 러드 - 스콧 랭 / 앤트맨
- 에반젤린 릴리 - 호프 반 다인 / 와스프
- 마이클 더글러스 - 행크 핌
- 해나 존케이먼 - 에이바 스타 / 고스트
- 로런스 피시번 - 빌 포스터
- 마이클 페냐 - 루이스
- T.I. - 데이브
- 데이비드 더스트몰치언 - 커트
- 주디 그리어 - 매기 랭
- 애비 라이더 포트슨 - 캐시 랭
- 랜들 박 - 지미 우
- 미셸 파이퍼 - 재닛 반 다인
- 월턴 고긴스 - 소니 버치
- 바비 카나베일 - 팩스턴
- 션 클레이어 - 제프리 발라드
- 조슈아 마이켈 - 데릭
- 골란 코스틱 - 아니토로프
- 댁스 그리핀 - 젊은 행크
- 헤일리 로빗 - 젊은 재닛

## 한국판 성우진
- 장민혁 - 스캇 랭 / 앤트맨(폴 러드)
- 박일 - 행크 핌(마이클 더글러스)
- 박신희 - 호프 밴 다임(에반젤린 릴리)
- 민응식 - 빌 포스터(로런스 피시번)
- 김도영 - 에이바 / 고스트(해나 존케이먼)
- 이호산 - 루이스(마이클 페냐)
- 권창욱 - 데이브(T.I.) / 에이바의 아버지(마이클 서베리스)
- 이재용 - 소니 버치(월턴 고긴스)
- 홍범기 - 지미 우(랜들 박)
- 홍수정 - 캐시 랭(애비 라이더 포트슨)
- 이지현 - 메기(주디 그리어)
- 정성훈 - 커트(데이비드 더스트몰치언)
- 원호섭 - 팩스톤(바비 카나베일)
- 유동균 - 우즈만(디비안 라드와) / 스탠 리(본인)
- 천지선 - 에이바의 엄마(리안 스틸)
- 장병관 - 데릭(조슈아 마이켈)
- 황창영 - 스톨츠(숀 클레이어)
- 민아 - 호프의 유모(다시 쉰)
- 석승훈 - FBI 요원(숀 클레이어)

## 제공
- 수입/배급 : 월트디즈니컴퍼니코리아 유한책임회사
- 제작 : 마블 스튜디오